# 氯甲酸酯

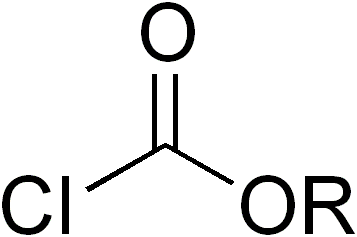
氯甲酸酯的通式

氯甲酸酯是指氯甲酸与醇形成的酯，化学式：ROC(O)Cl，许多是有机化学中的重要试剂。
- 氯甲酸甲酯
- 氯甲酸乙酯
- 氯甲酸苄酯
- 氯甲酸-9-芴甲酯